# 이진석 (축구 선수)
이진석(1991년 9월 10일 ~ )는 대한민국의 축구 선수이며 포지션은 공격수이다.

## 클럽 경력
이진석은 포항 스틸러스 유소년 팀 산하의 포항제철공업고등학교를 졸업하였고, 2010 K리그 드래프트에서 포항 스틸러스에 우선지명되었다. 이후 영남대학교에 진학하였다가, 2013년 포항 스틸러스에 입단하였다.
2013년에는 출전 기회를 잡지 못하였으나, 2014년 3월 22일 수원 삼성 블루윙즈와의 홈 경기에서 후반 40분 교체 투입되며 데뷔하였고, 짧은 시간이었지만 활발한 모습을 보이며 팬들의 기대를 모았으나, 여름 휴식기에 부상을 당하며 사실상 2014 시즌을 마감하였으며, 시즌 종료 후 상호 합의 하에 계약을 해지하였다.
2015년 말레이시아 프리미어리그의 쿠알라룸푸르 FA에 입단하였으며, 11경기에 출전하여 2골을 기록하였다.
2016년 내셔널리그 강릉시청로 이적하며 국내 무대로 복귀하였으나, 반 년 만에 팀을 떠났다.

### 클럽 경기 출장 경력
2014년 11월 30일 기준
| 클럽          | 시즌 | 리그 | 리그 | FA컵 | FA컵 | 대륙 대회 | 대륙 대회 | 통산 | 통산 |
| 클럽          | 시즌 | 출장 | 득점 | 출장 | 득점 | 출장      | 득점      | 출장 | 득점 |
| ------------- | ---- | ---- | ---- | ---- | ---- | --------- | --------- | ---- | ---- |
| 포항 스틸러스 | 2013 | 0    | 0    | 0    | 0    | 0         | 0         | 0    | 0    |
| 포항 스틸러스 | 2014 | 1    | 0    | 0    | 0    | 2         | 0         | 3    | 0    |
| 통산          | 통산 | 1    | 0    | 0    | 0    | 2         | 0         | 3    | 0    |

## 수상

### 클럽

#### 포항 스틸러스
- K리그
  - K리그 클래식 2013 우승
- FA컵
  - FA컵 2013 우승